# Surlej
Surlej est un hameau de la commune de Silvaplana. 

## Géographie
Surlej est situé entre le Lac de Champfèr et le Lac de Silvaplana, au pied du Piz Surlej et du Corvatsch. Le village est à environ 2 km du centre de Silvaplana.

## Historique
Les premières maisons du village dateraient du XIVe siècle. Surlej est ravagé par les crues du torrent Ova da Surlej en 1772, 1793, 1834 et 1868. En 1873, un barrage est construit ce qui limite les inondations.
Ce qui restait de la chapelle Saint-Nicolas de 1757 fut rasé en 1955. En 1906, le général allemand von der Lippe a fait bâtir le château de Crap da Sass, au bord du lac de Silvaplana. 
L'ouverture du domaine skiable du Corvatsch en 1963 amena un boom de la construction qui épargna les rives du lac grâce à l'intervention de la fondation Pro Surlej.

## Démographie
Le village compte 40 habitants en 1786, 34 en 1804, 6 en 1900 et 164 en 2000. 